# Rinconète et Cortadillo
Rinconète et Cortadillo (Novela de Rinconete y Cortadillo) est une nouvelle de Miguel de Cervantes qui fait partie du recueil des Nouvelles exemplaires
C'est un portrait picaresque de l'activité délictueuse à l'époque de Cervantes. Cependant, comme signale Carlos Blanco Aguinaga dans l'un de ses essais, la nouvelle de Cervantes transgresse les genres, dépasse le picaresque et s'éloigne des textes similaires tels que La vida del Buscón ou le Lazarillo de Tormes.

## La Séville deRinconète et Cortadillo

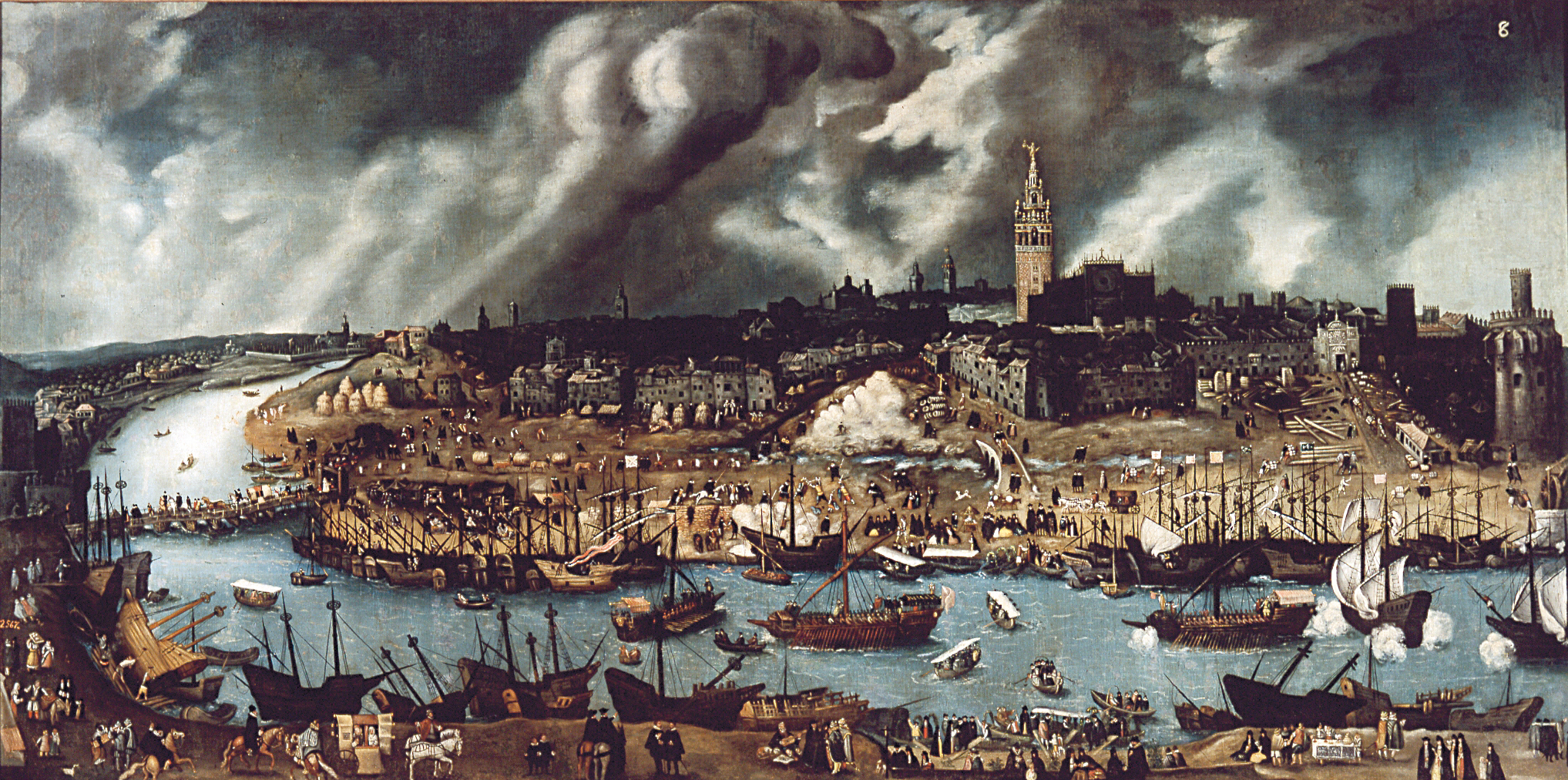
Séville au XVIe siècle. Alonso Sánchez Coello (1531-1588)

Séville était à cette époque le principal port d'Espagne. Les galions royaux y arrivaient des Amériques avec des chargements d'or et d'autres richesses. Le commerce extérieur était également concentré sur les ports sévillans. La ville était probablement l'une des plus riches d'Espagne, et parmi les principales d'Europe. Ces conditions en faisaient une ville attractive. Cervantes la choisit pour son Rincón et Cortado comme Guzmán de Alfarache fait pour La vida del Buscón

## Les personnages et la société

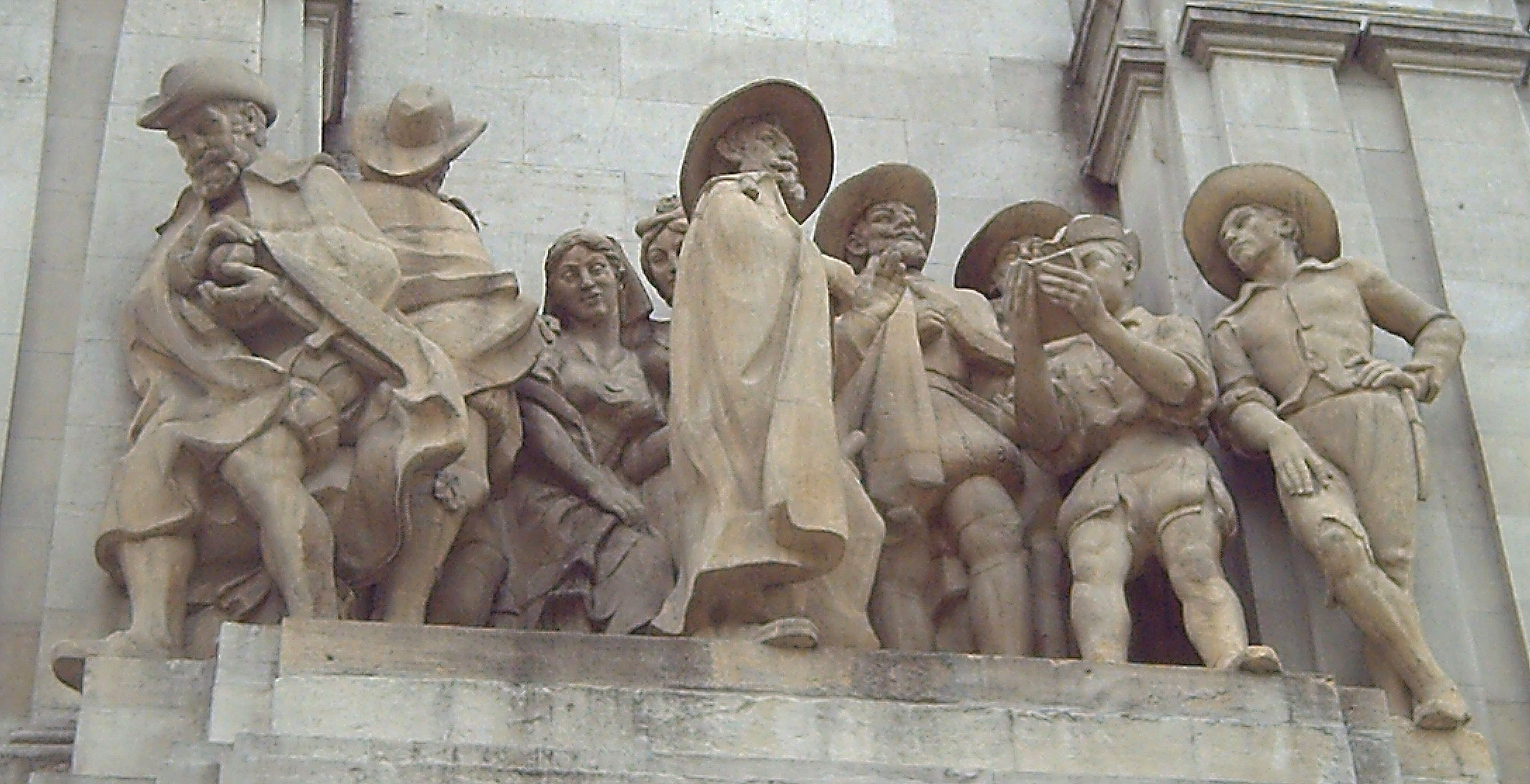
Rinconete y Cortadillo (F. Coullaut-Valera, 1960). Détail du monument à Cervantes en la Place d'Espagne de Madrid.

Les deux personnages centraux, Rinconete y Cortadillo,se ressemblent fortement. Les deux sortent de leur maison par amour de l'argent, mais également à la recherche de liberté et d'indépendance. La misère n'apparaît pas ici comme la raison de leur départ.
Les caractères du reste des personnages sont plus diffus, bien que Monipodio ait des traits paternalistes. Il sert de père à cette communauté, est craint, admiré et aimé comme tel. Il a du prestige et la force de résoudre les querelles et assumer la représentation de la « communauté » pour la défendre et l'administrer.
Il est possible que de telles confréries du crimes – des mafias – aient réellement existé au XVIIe siècle commettant des vols, des assassinats et  des vengeances pour de l'argent. Il faut noter l'ironie de Cervantes qui fait participer ses personnages noirs à la forte religiosité de son époque. Ceux-ci accomplissent «scrupuleusement» les préceptes religieux : ils prient le rosaire, ne volent pas les vendredi, ont de la dévotion pour les images et donnent des messes pour les victimes de leurs assassinats...